# Ukraińska Hokejowa Liga (2016/2017)
Ukraińska Hokejowa Liga 2016/2017 jako 25. sezon rozgrywek o mistrzostwo Ukrainy w hokeju na lodzie i jednocześnie pierwsza edycja w ramach UHL.

## Opis
Na początku czerwca 2016 zostało powołane profesjonalne stowarzyszenie ukraińskich klubów pod nazwą Ukraińska Hokejowa Liga, którą stworzyło osiem klubów: Biłyj Bars Biała Cerkiew, Donbas Donieck, Generals Kijów, Junist´ Charków, HK Krzemieńczuk, Kryżynka-Kompańjon Kijów, Krywbas Krzywy Róg, Wytiaź Charków. Dyrektorem wykonawczym Ukraińskiej Hokejowej Ligi został Serhij Warłamow. 26 sierpnia 2016 została podpisana umowa, na mocy której Federacja Hokeja Ukrainy przekazała organizację rozgrywek o mistrzostwo Ukrainy na rzecz UHL. Ustalono, że każda drużyna w sezonie zasadniczym rozegra 40 meczów w ośmiu rundach, zaś w fazie play-off rywalizacja będzie przebiegać do czterech zwycięstw. Kadra ekip została ograniczona do 30 hokeistów, a limit obcokrajowców występujących w drużynie (w poprzednich sezonach był nieustalony) wyznaczono na 10 zawodników. 8 września została zainicjowana oficjalna witryna internetowa rozgrywek (uhl.com.ua). 7 września 2016 odbyła się oficjalna konferencja prasowa przed startem sezonu, na której potwierdzono, że w lidze UHL 2016/2017 wystąpi sześć drużyn (Biłyj Bars Biała Cerkiew, Donbas Donieck, Generals Kijów, HK Krzemieńczuk, Krywbas Krzywy Róg, Wytiaź Charków); po sezonie zasadniczym (120 meczów w 8 rundach, po 40 każdej drużyny), nastąpi faza play-off dla czterech pierwszych zespołów od półfinału; za transmisję telewizyjną rozgrywek odpowiada kanał XSport. Inauguracja sezonu nastąpiła 9 września 2016 meczem Donbas Donieck - Generals Kijów (4:0).

## Uczestnicy
| Klub                     | Prezes               | Trener             | Asystent trenera                              | Kapitan drużyny     |
| ------------------------ | -------------------- | ------------------ | --------------------------------------------- | ------------------- |
| Biłyj Bars Biała Cerkiew | Kostiantyn Jefymenko | Kostiantyn Bucenko | Ołeksandr Bobkin, Witalij Lebed´              | Rusłan Romaszczenko |
| Donbas Donieck           | Borys Kołesnikow     | Serhij Witer       | Jewhen Brul, Ihor Czybiriew, Andrejs Maticins | Artem Bondarew      |
| Generals Kijów           | Denys Łobanowski     | Aleksandr Sieukand |                                               | Andrij Tatarenko    |
| HK Krzemieńczuk          | Serhij Mazur         | Dmytro Pidhurski   | Pawło Michonik                                | Maksim Słysz        |
| Krywbas Krzywy Róg       | Ołeksandr Szewczenko | Ołeksandr Kułykow  | Jurij Huńko, Ołeksandr Wasyljew               | Kyryło Katrycz      |
| Wytiaź Charków           | Wałerij Serhijenko   | Ołeksij Łazarenko  |                                               | Ołeksij Łazarenko   |

## Sezon zasadniczy
| Msc. | Zespół                   | M  | Pkt | W  | WPD | WPK | PPD | PPK | P  | G + | G - | +/-  |
| ---- | ------------------------ | -- | --- | -- | --- | --- | --- | --- | -- | --- | --- | ---- |
| 1    | HK Krzemieńczuk          | 40 | 99  | 32 | 0   | 0   | 1   | 2   | 5  | 195 | 67  | +128 |
| 2    | Donbas Donieck           | 40 | 99  | 32 | 1   | 0   | 1   | 0   | 6  | 213 | 59  | +154 |
| 3    | Krywbas Krzywy Róg       | 40 | 73  | 21 | 2   | 3   | 0   | 0   | 14 | 141 | 97  | +44  |
| 4    | Generals Kijów           | 40 | 47  | 13 | 1   | 1   | 2   | 2   | 21 | 102 | 152 | -50  |
| 5    | Biłyj Bars Biała Cerkiew | 40 | 29  | 8  | 2   | 0   | 0   | 1   | 29 | 96  | 192 | -96  |
| 6    | Wytiaź Charków           | 40 | 13  | 3  | 1   | 0   | 0   | 2   | 34 | 80  | 260 | -180 |

Legenda:

Msc. = lokata w tabeli, M = liczba rozegranych spotkań, Pkt = Liczba zdobytych punktów, W = Liczba meczów wygranych, WPD = Liczba meczów wygranych po dogrywce, WPK = Liczba meczów wygranych po karnych, PPD = Liczba meczów przegranych po dogrywce, PPK = Liczba meczów przegranych po karnych, P = Liczba meczów przegranych, G+ = Gole strzelone, G- = Gole stracone, +/- = Bilans bramkowy

      = Awans do fazy play-off

## Faza play-off
Brązowy medal mistrzostw Ukrainy przyznano drużynie Krywbasu, która z dwóch przegranych zespołów w półfinale legitymowała się wyższym miejscem po sezonie zasadniczym.
|  | Runda półfinałowa           | Runda półfinałowa           | Runda półfinałowa           | Runda półfinałowa           | Runda półfinałowa           | Runda półfinałowa           | Runda półfinałowa           | Runda półfinałowa           |  |  | Runda finałowa            | Runda finałowa            | Runda finałowa            | Runda finałowa            | Runda finałowa            | Runda finałowa            | Runda finałowa            | Runda finałowa            | Runda finałowa            |
|  |                             |                             |                             |                             |                             |                             |                             |                             |  |  |                           |                           |                           |                           |                           |                           |                           |                           |                           |
|  | Nr                          | Nazwa zespołu               | Stan                        | M1                          | M2                          | M3                          | M4                          | M5                          |  |  | Nr                        | Nazwa zespołu             | Stan                      | M1                        | M2                        | M3                        | M4                        | M5                        | M6                        |
|  |                             |                             |                             |                             |                             |                             |                             |                             |  |  |                           |                           |                           |                           |                           |                           |                           |                           |                           |
|  | Mecze 1. pary o miejsca 1-4 |                             |                             |                             |                             |                             |                             |                             |  |  |                           |                           |                           |                           |                           |                           |                           |                           |                           |
|  | 1                           | HK Krzemieńczuk             | 4                           | 6                           | 7                           | 8                           | 8                           |                             |  |  |                           |                           |                           |                           |                           |                           |                           |                           |                           |
|  | 4                           | Generals Kijów              | 0                           | 2                           | 0                           | 1                           | 1                           |                             |  |  | Rywalizacja o mistrzostwo | Rywalizacja o mistrzostwo | Rywalizacja o mistrzostwo | Rywalizacja o mistrzostwo | Rywalizacja o mistrzostwo | Rywalizacja o mistrzostwo | Rywalizacja o mistrzostwo | Rywalizacja o mistrzostwo | Rywalizacja o mistrzostwo |
|  |                             |                             |                             |                             |                             |                             |                             |                             |  |  | 1                         | HK Krzemieńczuk           | 2                         | 1                         | 4                         | 1                         | 1                         | 4                         | 1                         |
|  | Mecze 2. pary o miejsca 1-4 | Mecze 2. pary o miejsca 1-4 | Mecze 2. pary o miejsca 1-4 | Mecze 2. pary o miejsca 1-4 | Mecze 2. pary o miejsca 1-4 | Mecze 2. pary o miejsca 1-4 | Mecze 2. pary o miejsca 1-4 | Mecze 2. pary o miejsca 1-4 |  |  | 2                         | Donbas Donieck            | 4                         | 3                         | 3                         | 3                         | 2                         | 1                         | 2                         |
|  | 2                           | Donbas Donieck              | 4                           | 4                           | 3                           | 3                           | 3                           | 5                           |  |  |                           |                           |                           |                           |                           |                           |                           |                           |                           |
|  | 3                           | Krywbas Krzywy Róg          | 1                           | 0                           | 2                           | 4                           | 0                           | 2                           |  |  |                           |                           |                           |                           |                           |                           |                           |                           |                           |
|  |                             |                             |                             |                             |                             |                             |                             |                             |  |  |                           |                           |                           |                           |                           |                           |                           |                           |                           |
|  |                             |                             |                             |                             |                             |                             |                             |                             |  |  |                           |                           |                           |                           |                           |                           |                           |                           |                           |

7 kwietnia 2017 mistrzostwo zapewniła sobie drużyna Donbasu po zwycięstwie 2:1 w szóstym meczu finału przeciw HK Krzemieńczuk (przesądzającego gola zdobył Jehor Jehorow).
Za Najbardziej Wartościowego Zawodnika (MVP) fazy play-off został uznany Rosjanin Dienis Koczetkow (Donbas).